# Судислав (боярин)
Судислав — галицький боярин, провідник проугорської партії бояр, противник князя Данила Романовича.

## З життєпису
Після вересня 1211 року малолітній Данило Романович став правителем у Галичі, його мати Єфросинія-Анна стала регенткою. Володислав Кормильчич очолив «партію» бояр, які змусили її втекти з міста. На допомогу вирушив угорський король Андраш ІІ, головні проводирі опозиції — Кормильчич, Судислав, Филип — були арештовані, пізніше 2 останніх відкупились.
Кілька разів допомагав уграм опанувати Галичем.
Після поразки угрів 1230 (за даними М. Грушевського, у 1219 році разом із угорською залогою Галича на чолі з воєводою Бенедиктом) року подався до Угорщину, звідки знов з угорським військом двічі (1232 і 1233) безуспішно намагався оволодіти Галичем.

### Сім'я та нащадки
Дружина — невідома на ім'я дочка галицького священника (до 1197 — після 1220)
- Невідома на ім'я дочка, одружена з угорським воєводою Фільнеєм (17.08.1245)[3], від якого мала двох синів — Стефана та Миколая.
- Богомир — воєвода секейських територій в Угорському королівстві.
- Доброслав Судич — впливовий галицький боярин, володар Пониззя, суперник Романовичів.
- Віт — угорський воєвода у прикордонних з Руссю областях.